# Richard Müller-Lampertz
Richard Müller-Lampertz (* 29. März 1910 in Berlin; † 23. September 1982 in Lüneburg, nach anderen Quellen in Luhmühlen bei Lüneburg) war ein deutscher Dirigent, Pianist und Komponist.

## Leben
Müller-Lampertz studierte Musik und Klavier (mit Ausbildung zum Konzertpianisten) am Klindworth-Scharwenka-Konservatorium in seiner Geburtsstadt Berlin. Anschließend war er als Pianist in verschiedenen Musikmetropolen des damaligen Deutschen Reichs tätig. Ab 1935 arbeitete er als Musikredakteur beim Sender Hamburg. Außerdem war er als Gastdirigent im Rundfunk aktiv. Nach dem Zweiten Weltkrieg war er als Musikredakteur in Hamburg tätig. Von 1963 bis 1975 war er ständiger Dirigent des damaligen NDR-Rundfunkorchesters Hannover für den Bereich Unterhaltungsmusik. Müller-Lampertz hat mit seinem „eleganten Dirigierstil“ die Entwicklung dieses NDR-Klangkörpers in jenen Jahren „entscheidend mitgeprägt“. Er gab der sog. „gehobenen Unterhaltungsmusik“ in der Nachkriegszeit wichtige Impulse und setzte interpretatorische Akzente. Ab 1961 leitete er kurzzeitig das Orchester Harry Hermann.
Als Dirigent gehörten Unterhaltungsmusik, Tanzmusik, Märsche und Marschlieder, Filmmusik, Musicals und Wiener Walzermusik zu seinem Repertoire. Bekannt wurde er auch durch seine zahlreichen Aufnahmen mit Operettenmusik, bei denen er Querschnitte (u. a. Die Banditen, Der Seekadett, Eine Nacht in Venedig, Die Csárdásfürstin, Die keusche Susanne und Die Blume von Hawaii), Melodienfolgen, aber auch Einzeltitel und Duette mit bekannten Solisten (Sonja Schöner, Sonja Knittel, Melitta Muszely, Heinz Hoppe, Donald Grobe, Horst Wilhelm u. a.) aufnahm. Auch mit Anneliese Rothenberger machte er Rundfunkaufnahmen und dirigierte im Januar 1948 in der Hamburger Musikhalle ein Konzert mit ihr. Auch begleitete er als Dirigent bei Konzerten u. a. Nicolai Gedda und Elisabeth Schwarzkopf (Lieder von Richard Strauss und Gustav Mahler). Außerdem machte er eine Reihe von Gershwin-Aufnahmen; mit dem NDR-Rundfunkorchester und dem US-amerikanischen Sänger Lawrence Winters spielte er Einzeltitel aus Porgy und Bess ein, die später auf LP bei Philips erschienen. Sein musikalisches Wirken ist in zahlreichen Rundfunkaufnahmen und auf Schallplatten dokumentiert, die teilweise auch als CDs wiederveröffentlicht wurden.
Abseits seines gängigen Repertoires leitete Müller-Lampertz auch Wagner-Programme, so im Mai 1948 in der Hamburger Musikhalle ein Wagner-Konzert mit den Bayreuth-Sängern Marta Fuchs und Rudolf Bockelmann und im Funkhaus Hannover. Als Dirigent trat er auch in der Schweiz und den Niederlanden auf, wo er teilweise ebenfalls auch ein anderes, ernsteres Repertoire zu Gehör brachte. Er dirigierte u. a. das Promenade Orkest Hilversum bei einem Konzert mit der Klarinettistin Sabine Meyer.
Im Dezember 1952, als mit dem NWDR-Fernsehen der offizielle Sendebetrieb nach dem Zweiten Weltkrieg wieder aufgenommen wurde, dirigierte Müller-Lampertz live im Fernsehen das Tanzspiel Max und Moritz von Norbert Schultze.
Als Komponist schrieb er neben gehobener Unterhaltungsmusik unter anderem ein Oboenkonzert, Walzer, Orchesterlieder (für den Bassbariton Günter Wewel), symphonische Werke, die Suite Die Ernte und zwei Opern, die heitere Oper Der Roßdieb (Uraufführung in Bremen, November 1942) und Chenaux (konzertante Uraufführung unter Leitung von Müller-Lampertz im März 1980 im Muziekcentrum Vredenburg, Utrecht, mit Grit van Jüten). Außerdem instrumentierte und bearbeitete er zahlreiche Balladen von Carl Loewe.
Müller-Lampertz wurde mit dem Bundesverdienstkreuz und dem Niedersächsischen Verdienstkreuz I. Klasse ausgezeichnet. Müller-Lampertz lebte viele Jahre in Luhmühlen; er starb im Alter von 72 Jahren.